# La noia d'un soldat
La noia d'un soldat (títol original en anglès Soldier's Girl), una producció de Showtime de l'any 2003, està basada en una història real. Explica la relació entre Barry Winchell i Calpernia Addams i els esdeveniments que van propiciar que alguns companys soldats matessin Barry. Ha estat doblada al català.
El guió està escrit per en Ron Nyswaner i la pel·lícula és dirigida per en Frank R. Pierson. Els protagonistes són Troy Garity com a Barry i Lee Pace com a Calpernia.

## Argument
En Barry era un soldat ras de la 101 Divisió Aero-transportada dels Estats Units que vivia al Fort Campbell, a Kentucky. La Calpernia era protagonista d'un espectacle de transsexuals a Nashville, a Tennessee. Ambdós es van conèixer l'any 1999. El company d'habitació d'en Barry, en Justin Fisher (paper interpretat per en Shawn Hatosy) va portar en Barry al club on treballava la Calpernia. Quan en Barry i ella es van començar a veure freqüentment, en Fisher va començar a escampar rumors a la base sobre la nova relació, que de fet és una violació de la política militar de "No preguntis, no expliquis" sobre el debat de l'orientació sexual del personal militar. La pel·lícula mostra l'assetjament i la pressió que en Barry va haver d'afrontar, unes circumstàncies que desencadenen amb un final tràgic el cap de setmana del quatre de juliol (dia de la Independència Americana). Mentre la Calpernia actuava en una desfilada a Nashville, en Calvin Glober, un company d'en Barry, el va colpejar amb un bat de beisbol fins a matar-lo. La pel·lícula ens mostra en Fisher com un jove manipulador, amb certs dubtes sobre la seva sexualitat i fins i tot gelós d'en Barry per la relació que té amb la Calpèrnia.

## Repartiment
- Troy Garity: Barry Winchell
- Lee Pace: Calpernia Addams
- Andre Braugher: Carlos Diaz
- Shawn Hatosy: Justin Fisher
- Philip Eddolls: Calvin Glover
- Merwin Mondesir: Henry Millens
- Dan Petronijevic: Collin Baker